# La Violencia

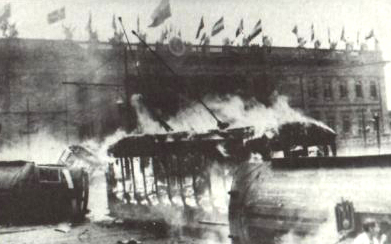
Hořící tramvaj při nepokojích v Bogotě

La Violencia (česky „násilí“) byla deset let trvající občanská válka v Kolumbii v letech 1948–1958 mezi kolumbijskými konzervativci a liberály. Boje probíhaly zejména na venkově a v horských lesích a vyžádaly si přes 200 000 lidských životů. Za začátek konfliktu La Violencia je považován atentát na politika Jorgeho Eliécera Gaitána, zástupce liberální strany a kandidáta na prezidenta pro prezidentské volby v listopadu 1949, který se odehrál 9. dubna 1948. Jeho zavraždění vyprovokovalo Bogotázo (vzbouření v Bogotě trvající 10 hodin, které si vyžádalo až 5000 lidských životů). Někteří historikové považují za začátek La Violencia volby v roce 1946, kdy se konzervativci opět dostali k moci. Místní policie a pravicoví kolumbijští politici po této události přiměli konzervativně smýšlející zemědělce, aby se zmocnili půdy liberálně smýšlejících zemědělců, což vyvolalo násilí v chudší vrstvě obyvatel v celé Kolumbii.

## Vývoj
Dva hlavní protivníci v La Violencia byly polovojenské jednotky kolumbijské liberální strany a polovojenské jednotky kolumbijské konzervativní strany, organizované jako ozbrojené partyzánské jednotky. Dalším významným hráčem v bojích byla kolumbijská komunistická strana.
Tento konflikt donutil miliony lidí opustit domovy a zanechat na válečném území majetek. Útoky chvílemi byly tak silné, že média nezveřejňovala některé klíčové informace ze strachu z napadení. Zmatek a nedostatek veřejného pořádku omezil možnost obvinit skutečné pachatele a útočníky na civilisty. Z konfliktu existuje pouze málo nahrávek, fotografií a usvědčujících materiálů a ani na základě existujících záznamů nebylo možné nikoho dostat před soud, protože byly velmi nekvalitní a ve špatném stavu.
Náboženské vyznání obyvatel také ovlivnilo nepokoje a bylo používáno jako nástroj k manipulaci s lidmi. Většina populace se identifikovala jako katolíci. Během nepokojů se velmi často v novinách objevovaly zprávy, že autority katolického světa podporují konzervativce. Několik kněží bylo dokonce obviněno z veřejného nabádání k atentátům na politickou opozici, ale nikdy nebylo zahájeno soudní řízení.
Masivní nátlak přívrženců konzervativní strany měl za následek to, že v kolumbijských prezidentských volbách 1950 neměli liberálové žádného kandidáta. Tisk obvinil vládu z utlačování opozice, což mělo za následek cenzuru řady kolumbijských spisovatelů a žurnalistů. Mnoho významných osobností opustilo Kolumbii kvůli ztrátě svobody slova a obavám o vlastní bezpečí. Mezi osobnosti, jež emigrovaly, se řadí například Jorge Zalamea, Luis Vidales, Antonio Garcia a Gerardo Molina.

## Průběh

### Před rokem 1946
Již ve dvacátých letech dvacátého století, kdy byla vláda pod kontrolou konzervativců, a ve třicátých letech dvacátého století, kdy liberálové opět získali moc a vrátili se na politickou scénu, se v Kolumbii objevovaly neshody mezi obyvateli venkova a bohatší městskou vrstvou a mezi dělníky a vlastníky firem a řetězců. Tyto nepokoje si však nevyžádaly zdaleka tolik obětí jako La Violencia.

### 1946–1947
V prezidentských volbách roku 1946 zvítězil Mariano Ospina Pérez, zástupce konzervativců. Velký vliv na to měla především skutečnost, že hlasy příznivců liberální politiky se rozdělily mezi dva kandidáty liberálních stran. Tato událost bývá často považována za začátek La Violencia, protože po tomto vítězství ve volbách začala vláda, jež byla v té době složena především ze zástupců konzervativních stran, podporovat odpor proti liberálním skupinám a stranám. Tyto události v roce 1947 zapříčinily smrt 14 000 lidí.

### 1948
9. dubna 1948 byl na ulici v Bogotě třemi střelami z revolveru zabit zástupce liberální strany, Jorge Eliécer Gaitán. Gaitán byl podle průzkumů veřejného mínění mezi lidmi velmi oblíbený a bylo velmi pravděpodobné, že by mohl být roku 1950 zvolen prezidentem Kolumbie. Tento atentát zapříčinil nepokoje Bogotázo, které začaly jako pomsta za Gaitánovu smrt. Rozlícené davy nejprve k smrti ubily jeho vraha a pak zamířily k prezidentskému paláci s úmyslem zabít prezidenta Ospinu Péreze, což se nakonec nepodařilo. Tyto události zároveň vybudily další povstání a nepokoje v celé Kolumbii. Jelikož davy, které 9. dubna zamířily k prezidentskému paláci, se skládaly zejména ze zastánců liberální politiky, přiklonila se do té doby neutrální policie ke konzervativcům a společně s nimi se snažila veškerá povstání opozice zastavit. Často užívala velmi násilné způsoby.

### 1949–1953
Nejprve spolu liberálové a konzervativci v Kolumbii spolupracovali ve snaze potlačit ty největší nepokoje – komunistické. V květnu 1949 rezignovala většina zástupců liberálních stran kvůli narůstajícímu pronásledování liberálů napříč celou zemí, z něhož liberálové vinili prezidenta Ospinu Péreze a požadovali zastavit pronásledování svých lidí. Prezident po této události rozpustil kongres a nově ho obsadil pouze zástupci konzervativních stran, čímž vytvořil diktaturu jedné politické ideologie. Liberálové to považovali za nepřípustné a na 25. listopadu 1949 naplánovali vojenský puč, který byl ale nakonec odvolán pro nerozhodnost řady významných liberálních osobností. Jeden z organizátorů, kapitán letectva Alfredo Silva, však o odvolání akce nebyl informován a své jednotky k akci povolal. Ve městě Villavicencio zpacifikoval policejní jednotky a převzal kontrolu. Po zjištění, že byl útok odvolán, nabádal ostatní, aby se přidali k jeho odporu a po nějaké době toho skutečně docílil. Přidal se k němu Eliseo Velásquez, velitel partyzánského oddílu, a 1. prosince 1949 obsadil Puerto López. Zároveň zajal obyvatele oblasti Meta River. Ve chvíli, kdy Velásquez tato místa obsadil, byl Silva zajat posilami z Bogoty, které byly přivolány za účelem opětovného získání kontroly nad městem Villavicencio.
V prezidentských volbách v roce 1950 zvítězil Laureano Gómez. Toto vítězství bylo ale silně zmanipulované (nebylo možné volit opozici) a z prezidenta se stal konzervativní diktátor.
Po zmizení Alfreda Silvy ze scény převzal Velásquez velení jednotek ve Východních Pláních, kam v dubnu 1950 patřilo sedm rebelských zón se stovkami partyzánů známých také pod přezdívkou "kovbojové". Když těmto jednotkám velel Silva, často se uchyloval k velmi brutálním způsobům boje a obvykle i mrzačil těla mrtvých nepřátel. Kvůli nedostatečnému vyzbrojení během první velké ofenzívy utrpěli liberálové velké ztráty a důvěra ve Velásqueze byla ztracena. Noví populističtí politici s oporou v různých vzbouřeneckých skupinách napříč celou Kolumbií zavedli desetiprocentní daň pro bohaté statkáře. Zisky z této daně konzervativní vláda využila na rekrutování nových posil do své armády. Tato armáda později začala s masivními útoky na obyvatelstvo, kdy masakrovala hospodářská zvířata, pálila celé vesnice, zabíjela lidi podezřelé z příslušnosti k odpůrcům její ideologie a zavedla blokádu některých území. To vše ve snaze potlačit zárodky vzniku politické opozice. Zbytky opozice mohly těmto útokům odporovat pouze malými a nenápadnými tahy jako je obsazování stanovišť, zmocňování se zásob, nebo drobnými útoky. V červnu roku 1951 vláda souhlasila s příměřím s partyzánským odbojem a zrušila blokádu oblastí.
Několik měsíců po příměří byla do Východních Plání poslána velká vojenská jednotka k ukončení zbývajícího liberálního odporu, ale neuspěla. Tehdy si zástupci liberálních stran uvědomili, že se konzervativci v nejbližší době neplánují ani částečně vzdát moci, a rozhodli se uspořádat národní povstání. V prosinci 1951 a lednu 1952 Alfonso López Pumarejo, bývalý kolumbijský prezident a vůdce liberální strany, navštívil oblast Východních Plání, aby obnovil spojenectví s "kovboji". Když se vrátil do Bogoty, zveřejnil prohlášení, že rebelové a partyzáni, kteří do té doby bojovali proti útlaku konzervativců, nejsou kriminálníci, ale naopak bojují za svobodu. Jako reakci na toto prohlášení zakázala konzervativní strana tisk většiny novin a zavedla striktní cenzuru. Rok 1952 byl o něco klidnější. Odehrálo se během něj jen několik menších potyček. V červnu 1953 převzal velení Guadalupe Salcedo.
V ostatních částech Kolumbie mezitím vznikaly stále nové odbojové skupiny. V průběhu roku 1950 se vytvořily například v oblastech Antioquia, Tolima, Sumapaz nebo Valle Medio del Magdalena. 1. ledna 1953 se tyto skupiny spojily, aby podnikly útok na leteckou základnu Palanquero a převzaly kontrolu nad stíhačkami a mohly bombardovat Bogotu. Tento krok měl ukončit konzervativní diktaturu. Leteckou základnu se podařilo obsadit, ale před přeletem nad Bogotou byla letadla spatřena a sestřelena kulomety. Akce tedy byla neúspěšná, demonstrovala však stále existující moc odbojových skupin.

## Závěr konfliktu
Většina ozbrojených skupin (pejorativně označovaných "guerillas liberales") byla stažena ze stavu pohotovosti během amnestie vyhlášené generálem Gustavem Rojasem Pinillou. Nejpřednější velitelé partyzánských jednotek, Guadalupe Salcedo a Juan de la Cruz Varela, roku 1953 podepsali smír, který jim předložila kolumbijská vláda, a vzdali se. Někteří velitelé partyzánských jednotek se však odmítli vzdát a sestavovali nová seskupení, což vyvolalo intenzivní vojenské operace proti nim. Jeden z nich, velitel Tirofijo, změnil své ideologické východisko z liberalismu na komunismus a stal se zakladatelem Revolučních ozbrojených sil Kolumbie nebo také FARC.
Rojas byl odstraněn z funkce 10. května 1957. Veřejný pořádek byl obnoven, když se s pomocí armády uklidnily pře mezi liberály a konzervativci; armáda souhlasila se sjednocením pod koalicí známou pod názvem Národní fronta.
V roce 1958 nařídil Llera Camargo vytvoření Komise pro vyšetřování příčin La Violencia. Hlavou komise se stal biskup Germán Guzmán Campos. Poslední vzdorující velitelé vzbouřených jednotek zemřeli v boji proti kolumbijské armádě.

## Následky
Vzhledem k nemožnosti dohledat záznamy a statistiky o konfliktu je nemožné odhadnout přesný počet obětí konfliktu La Violencia. Obecně se ale uvádí, že si vyžádal 200 000 – 300 000 lidských životů a 600 000 až 800 000 lidí bylo zraněno. Až milion lidí musel kvůli konfliktu opustit domovy. La Violencia přímo i nepřímo ovlivnila 20 % kolumbijské populace. Guerilový boj však pokračoval v zemi další desítky let. Jedním z posledních pokusů o odzbrojení partyzánských skupin a urovnání konfliktu je mírový proces v letech 2012–2016, který vyvrcholil dohodou mezi kolumbijskou vládou a skupinou FARC–EP.
Jméno "La violencia" ("násilí") nebylo občanské válce přiřazeno náhodou, ani kvůli vysokému počtu obětí. Mělo hlavně odkazovat na mrzačení a mučení, které konflikt doprovázely. Tyto bolestivé techniky byly tak běžné, že vznikla oficiální jména pro nové způsoby mučení. Například picar para tamal je označení pro pomalé odřezávání kousků těla stále žijící osoby při vědomí. Bocachiquiar je metoda, kdy byly oběti do těla vybodávány malé dírky, dokud pomalu nevykrvácela. Dalšími jsou třeba corte de mica nebo corte de corbata (nebo také kolumbijská kravata). Běžné bylo stínání hlav, ukřižování, věšení, dokonce byli lidé nepřáteli za letu vyhazováni z letadel. Docházelo ke znásilňování dospělých žen i mladých dívek. Podle některých svědků dokonce docházelo k vyřezávání nenarozených dětí z břich matek a následnému nahrazování slepicemi.
Popis některých metod mrzačení a mučení vychází pouze z výpovědí svědků, jiné byly potvrzeny kolumbijskou policií. Jisté ale je, že se jedná o jeden z nejdrsnějších konfliktů Ameriky, pravděpodobně i lidských dějin.
Historikové se snaží přijít na to, proč konflikt tolik eskaloval a úplně se vymkl kontrole. Konflikty v Kolumbii jsou nadále považovány za jedny z nejkrvavějších.